# Cryptocephalus violaceus
Espèce
Cryptocephalus violaceus est une espèce d'insectes de l'ordre des coléoptères et de la famille des Chrysomelidae.

## Liste des sous-espèces
Selon BioLib (26 octobre 2019) :
- sous-espèce Cryptocephalus violaceus scaffaiolus Burlini, 1961
- sous-espèce Cryptocephalus violaceus violaceus Laicharting, 1781